# 薯榔尖
薯榔尖位於台灣新北市平溪區，標高622公尺，「平溪三尖」之一。又名「平溪富士山」，係因山形似富士山，日治時期日人稱之為「平溪富士」而來。

## 註腳
1. ↑  .   [2010-08-23]. （原始内容存档于2010-01-06）.